# Louis-Charles Caigniez
Louis-Charles Caigniez (* 13. April 1762 in Arras; † 19. Februar 1842 in Belleville, heute zu Paris) war ein französischer Theaterschriftsteller.

## Leben
Louis-Charles Caigniez war einer der erfolgreichsten Autoren des Melodrams. Deswegen bekam er den Spitznamen „Racine des Melodrams“. Dagegen wurde sein Rivale im Feld der Pariser Boulevardtheater, René Charles Guilbert de Pixérécourt, der „Corneille des Melodrams“ genannt.
Caigniez hatte neben den Boulevardstücken auch höhere literarische Ambitionen: So wurde Le Volage, ou le Mariage difficile, eine dreiaktige Komödie, 1807 im Théâtre Louvois, die Komödie La Méprise de diligence 1819 von der Truppe des Théâtre Royale de l’Odéon uraufgeführt, die nach dem Brand ihres Theaters in der Salle Favart Zuflucht gefunden hatte.
Die beiden größten Erfolge des Autors im Genre des Melodrams waren Le Jugement de Salomon (1802) und La Pie voleuse, ou la Servante de Palaiseau (1815). Beide Stücke blieben über Jahrzehnte europaweit im Repertoire. Das Libretto Gioachino Rossini die Oper La gazza ladra (1817) beruht auf La Pie voleuse. 
Die Ahasver-Figur in Le Juif-Errant (1812) ist in verschiedenen Umarbeitungen bis zu Richard Wagners Der fliegende Holländer (1843) einflussreich geblieben.

## Werke
- 1800: La Forêt enchantée, ou la Belle au bois dormant, mélodrame-féerie en trois actes (Uraufführung am Théâtre de la Gaîté-Lyrique, mit Musik von Leblanc)
- 1801: Nourjahad et Chérédin ou l’Immortalité à l’épreuve, mélo-drame en quatre actes et en prose (Théâtre de l’Ambigu-Comique)
- 1802: Le Jugement de Salomon, mélo-drame en trois actes, mêlé de chants et de danse (nach der biblischen Geschichte; Théâtre de l’Ambigu-Comique, Musik von Adrien Quaisin)
  - 1808: deutsche Fassung als Salomons Urtheil, grosses historisches Melodrama in drey Aufzügen von Matthäus Stegmayer (Wien)
  - 1810: deutsche Fassung als Salomon, große Oper in drey Aufzügen von Georg Christian Römer (Stuttgart, Musik von Peter Ritter)
- 1804: Androclès, ou le Lion reconnaissant, mélodrame en 3 actes (Théâtre de la Gaîté, Musik von Debotières)
- 1804: Les Amans en poste, ou la Magicienne supposée, comédie en trois actes (Théâtre de l’Ambigu-Comique)
- 1804: Richardet et Bradamante, ou les Fils Aymon, mélodrame en 3 actes, à grand spectacle (nach Ariost; Théâtre de l’Ambigu-Comique)
- 1805: L’Hermite du Mont-Pausilippe, mélodrame en 3 actes (Théâtre de l’Ambigu-Comique, Musik von Quaisin)
- 1805: La Forêt d’Hermanstadt, ou la Fausse épouse, mélodrame en 3 actes (Théâtre de l’Ambigu-Comique, Musik von Quaisin und Darondeau)
- 1805: Le triomphe de David, mélodrame en 3 actes (Théâtre de la Gaîté; Musik von Leblanc)
- 1806: La Fille de la nature, ou Louise et Valborn, comédie en trois actes, en prose (nach August Lafontaine; Théâtre de l’Ambigu-Comique)
- 1806: L’Illustre Aveugle, mélodrame en trois actes (mit Edmond Vigneaux; Théâtre de l’Ambigu-Comique)
- 1807: Le Faux Alexis, ou le Mariage par vengeance, mélodrame en trois actes, en prose, à grand spectacle (Théâtre de l’Ambigu-Comique, Musik von Quaisin und Darondeau)
- 1807: Le Volage, ou le Mariage difficile, comédie en 3 actes et en prose (Théâtre de l’Odéon)
- 1807: Les Souvenirs des premières amours, comédie en 1 acte et en prose (Théâtre de l’Odéon)
- 1808: La Belle-mère et les deux orphelins, mélodrame en 3 actes et en prose, à grand spectacle (mit Fontenay; Théâtre de l’Ambigu-Comique, Musik von Piccinni und Quaisin)
- 1809: Les Enfants du bûcheron, mélodrame en 3 actes, en prose et à spectacle (mit Henri Lemaire; Théâtre de l’Ambigu-Comique, Musik von Louis Alexandre Piccinni und Quaisin)
- 1810: Jean de Calais, mélodrame à spectacle, en 3 actes et en prose (Théâtre de l’Ambigu-Comique, Musik von Quaisin)
- 1810: La Fille adoptive, ou les Deux mères, mélodrame en 4 actes et en prose (nach dem Roman von Félicité de Genlis; Théâtre de la Gaîté, Musik von Gérardin)
- 1810: Henriette et Adhémar, ou la Bataille de Fontenoy, mélodrame en 3 actes et en prose (nach einer deutschen Vorlage; Théâtre de l’Ambigu-Comique, Musik von Gérardin-Lacour)
- 1811: Edgar, ou la Chasse aux loups, drame héroïque en 3 actes, en prose, à grand spectacle (Théâtre de l’Ambigu-Comique, Musik von Quaisin)
- 1812: Le Juif errant, mélodrame en 3 actes et à grand spectacle (Théâtre de la Gaîté, Musik von Louis Alexandre Piccinni)
- 1813: La Folle de Wolfenstein, mélodrame en 3 actes et à grand spectacle (Théâtre de l’Ambigu-Comique, Musik von Quaisin und Lanusse)
- 1813: La Morte vivante, mélodrame en 3 actes et à grand spectacle (Théâtre de la Gaîté, Musik von Leblanc)
- 1813: L’Enfant de l’amour, mélodrame en 3 actes et en prose (nach August von Kotzebue; Théâtre de l’Ambigu-Comique, Musik von Lanusse)
- 1814: L’Enfant venu par la fenêtre, mélodrame comique en trois actes et en prose (Théâtre de l’Ambigu-Comique)
- 1815: La Pie voleuse, ou la Servante de Palaiseau, mélodrame historique en trois actes et en prose (mit Théodor Baudouin d’Aubigny; Théâtre de la Porte Saint-Martin, Musik von Piccinni)
- 1816: Imposture et vérité, mélodrame en 3 actes et en prose (mit Louis-François de Bilderbeck; Théâtre de l’Ambigu-Comique, Musik von Quaisain und Amédée)
- 1816: La Petite bohémienne, mélodrame comique en trois actes et en prose (nach Kotzebue; Théâtre de l’Ambigu-Comique, Musik von Amédée und Renat)
- 1816: Les Corbeaux accusateurs, ou la Forêt de Cercottes, mélodrame historique en 3 actes et en prose (mit Servant; Théâtre de la Porte Saint-Martin, Musik von Piccinni)
- 1818: Azendaï ou le Nécessaire et le superflu, mélodrame comique en trois actes et à grand spectacle (nach Adrien de Sarrazin; Théâtre de la Porte Saint-Martin, Musik von Nicolas Schaffner)
- 1819: La Méprise de diligence, comédie en 3 actes et en prose (Théâtre de l’Odéon)
- 1820: Ugolin, ou la Tour de la Faim, mimodrame en 3 actes (mit Pierre Villiers; Cirque Olympique, Musik von Sergent)
- 1821: Le Mandarin Hoang-Pouf, ou l’Horoscope, folie en 1 acte (mit Louis-François de Bilderbeck; Théâtre de la Porte Saint-Martin)
- 1821: André, ou la Maison des bois, comédie en 1 acte (Théâtre de l’Ambigu-Comique)
- 1821: Rosalba d’Arandês, pièce en 3 actes, à grand spectacle (mit Villiers; Panorama-Dramatique, Musik von Alexandre)
- 1822: Honneur et séduction, mélodrame en 3 actes (mit Brisset; Théâtre de l’Ambigu-Comique, Musik von Adrien)